# Miquel García Borda
Miquel García Borda (...) è un attore spagnolo.

## Biografia
È conosciuto principalmente per il ruolo di Alberto Vicuña, ex marito dell'ispettrice Raquel Murillo nella serie televisiva La casa di carta, per El cor de la ciutat e Cupido in vena di scherzi (2000). Tra il 2012 e il 2013 ha interpretato Roque Fresnedoso nella soap Il segreto.

## Filmografia

### Cinema
- Prosciutto prosciutto (Jamón Jamón), regia di Juan José Bigas Luna (1992)
- Depizza depizza, regia di David Pujol - cortometraggio (1995)
- Estocolmo, regia di David Pujol - cortometraggio (1996)
- Rincones del paraíso, regia di Carlos Pérez Merinero (1999)
- Novios, regia di Joaquín Oristrell (1999)
- Cupido in vena di scherzi (Km. 0), regia di Yolanda García Serrano e Juan Luis Iborra (2000)
- San Bernardo, regia di Joan Potau (2000)
- Todo me pasa a mí, regia di Miquel García Borda (2001)
- Valentín, regia di Juan Luis Iborra (2002)
- Fumata blanca, regia di Miquel García Borda (2002)
- Impulsos, regia di Miguel Alcantud (2002)
- Nocturnes, regia di Henry Colomer (2006)
- Lazos rotos, regia di Miquel García Borda (2008)
- Les derniers jours du monde, regia di Arnaud Larrieu e Jean-Marie Larrieu (2009)
- Johan Primero, regia di Johan Kramer (2010)
- La sombra del pasado, regia di Cameron Casti - cortometraggio (2010)
- Pasión criminal, regia di Rubén Dos Santos (2015)
- L'uomo dai mille volti (El hombre de las mil caras), regia di Alberto Rodríguez Librero (2016)
- Piano di fuga (Plan de fuga), regia di Iñaki Dorronsoro (2016)
- La voce del Lupo, regia di Alberto Gelpi (2018)
- Til vi falder, regia di Samanou Acheche Sahlstrøm (2018)
- Lettera a Franco (Mientras dure la guerra), regia di Alejandro Amenábar (2019)

### Televisione
- Poble Nou – serie TV, episodi 1x126-1x134-1x165 (1994)
- Secrets de família – serie TV, 75 episodi (1995)
- Estació d'enllaç – serie TV, episodi 1x5-3x16 (1994-1997)
- Hospital Central – serie TV, episodi 7x10 (2004)
- Vida de familia, regia di Llorenç Soler – film TV (2007)
- La ratjada – serie TV, episodi 1x1-1x2 (2008)
- El cor de la ciutat – serie TV, 124 episodi (2000-2009)
- Amb el cor a la mà, regia di Oriol Grau – film TV (2009)
- Zero, regia di Miquel García Borda – film TV (2011)
- 14 d'abril. Macià contra Companys, regia di Manuel Huerga – film TV (2011)
- Morir en 3 actes, regia di David Pujol – film TV (2011)
- Toledo – serie TV, episodi 1x7 (2012)
- Il segreto (El secreto de Puente Viejo) – serie TV, 22 episodi (2012-2013)
- Quello che nascondono i tuoi occhi (Lo que escondían sus ojos) – miniserie TV, episodi 1x4 (2016)
- El incidente – serie TV, episodi 1x2 (2017)
- Knightfall – serie TV, episodi 1x7-1x8 (2018)
- Presunto culpable – serie TV, episodi 1x2 (2018)
- Si no t'hagués conegut – serie TV, 6 episodi (2018)
- Cuéntame cómo pasó (Cuéntame) – serie TV, 4 episodi (2020)
- La casa di carta (La Casa de Papel) – serie TV, 9 episodi (2017-2020)
- La promessa – serial TV (2024)

## Doppiatori italiani
Nelle versioni in italiano dei suoi film, Miquel García Borda è stato doppiato da:
- Giorgio Locuratolo in Lettera a Franco
- Lucio Saccone in La casa di carta
- Enrico Di Troia in La promessa